# 百名収容所
百名収容所（ひゃくなしゅうようしょ）は、沖縄戦当時、アメリカ軍が知念半島に設置した民間人収容所のひとつ。そのなかに百名孤児院も開設された。沖縄県島尻郡玉城村の百名（現在の南城市大字玉城字百名）にあった。

## 概要
米軍は沖縄戦で民間人を収容するために沖縄島に数多くの収容所（キャンプ）を設置した。なかでも日本軍と共に住民が摩文仁に追いつめられた南部の激戦地では、米軍に集められた民間人はいったん知念半島の百名収容所などに収容された。そのまま百名収容所に収容される場合もあれば、北西部の収容所などに送られることもあった。
知念半島の三村には、玉城村に百名、仲村渠、下茂田の収容所、知念村に志喜屋、山里、具志堅、知念、久手堅の収容所。佐敷村に屋比久や伊原や新里に収容所が作られた。まさに「終盤、半島全体が収容所としての役割」を担う状態にあった。

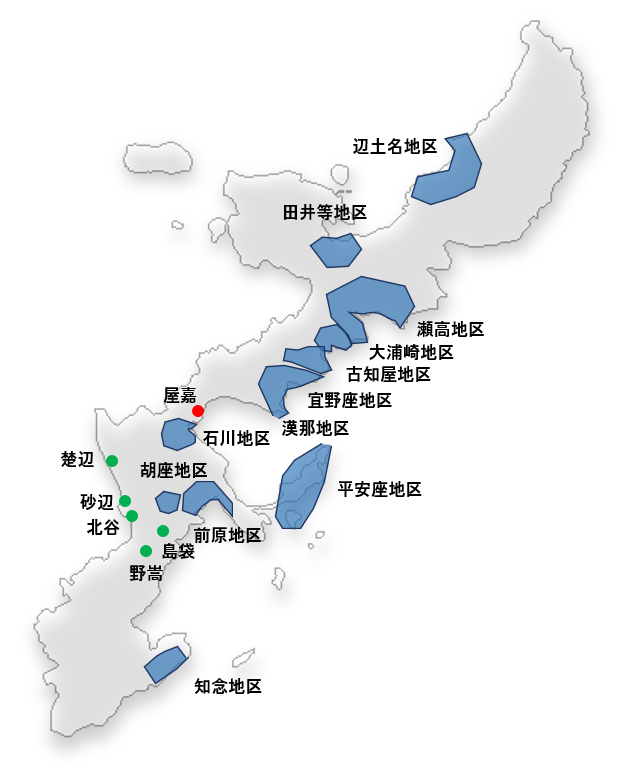
沖縄の収容所 (民間人収容所と捕虜収容所)

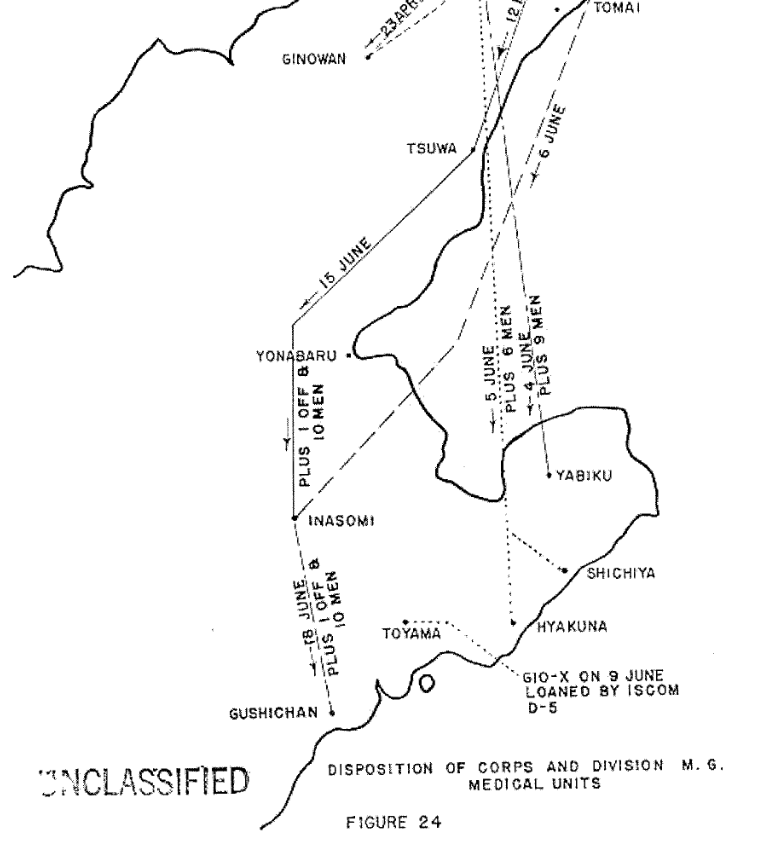
米軍は知念半島への衛生兵増員を要請した。

## 知念地区の収容所

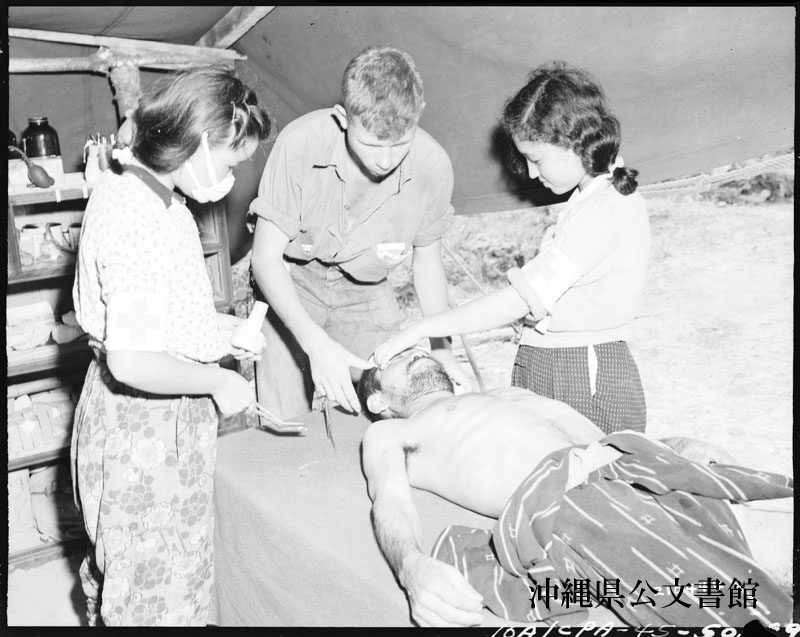
米陸軍撮影。百名収容所でアメリカ軍医師の助手を務める少女たち（1945年）沖縄公文書館所蔵

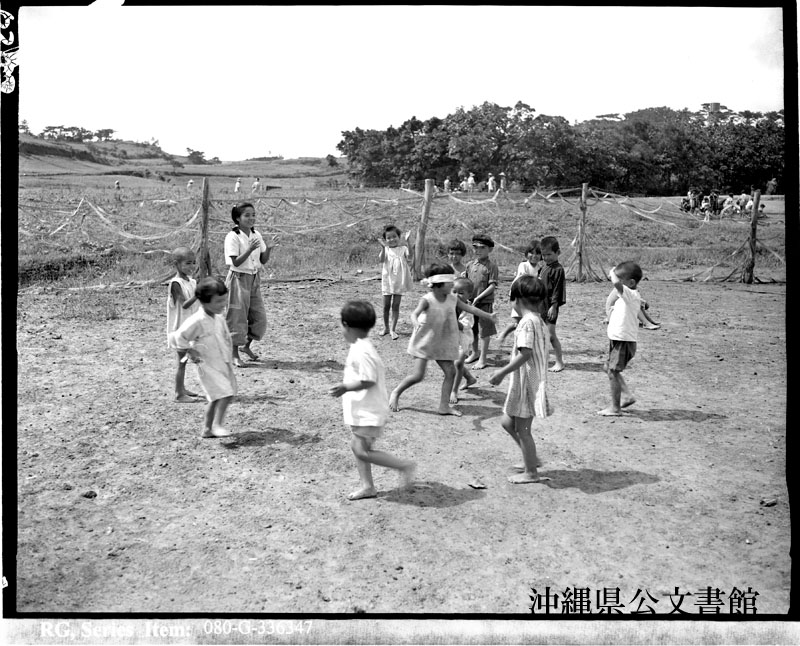
米海軍撮影。コザ孤児院で子どもたちと共に移っているのは、当時17歳の元ひめゆり学徒隊 津波古ヒサ。（1945年8月4日）沖縄公文書館所蔵

沖縄島南部の住民や、南部に避難していた住民は、日本軍第32軍が首里から南部に撤退したことにより、さらに膨大な数の民間人をまきこむ戦闘となる。米軍は5月中旬には既に首里・与那原戦線の崩壊を予測し、さらに大量の民間人を収容する必要があるとして、知念半島の占領が完了すると同時に速やかに収容所を設立する計画を立てていた。

その後、米軍は6月5日に知念半島に到達し、稲嶺、屋比久、当山、百名に民間人収容のためのキャンプ（収容所）が設営され、6月5日から10日にかけて13,285の民間人が陸軍によって移送された。第7歩兵師団が散布した投降ビラの一例が報告書に記録されている。
米軍が百名は安全地帯だと呼びかける一方、6月20日、日本兵と共に摩文仁の海岸に追いつめられていく民間人は投降するにも命がけの状態におかれていた。
米軍の報告書は、南部で収容した民間人の身体的状況がこれまでのどの時点よりも深刻であるとして、衛生兵などの人員を増員要請したことを記録している。
増大する収容人数の数に米軍の食糧備蓄も圧倒的に不足し、多くの避難民が飢餓とマラリアに苦しんだ。調査によると、米軍の読谷村出身者だけでも知念半島周辺で64名亡くなっている。栄養失調や餓死などが原因とみられており、知念半島の収容施設も、その他の収容所と変わらず、ネズミやカエルすら食さねば生きることができないほどであった。沖縄戦を生きのびても続く相克と深い心の傷は、いつまでも人々の心を苦しめた。

北西部の収容所への移送

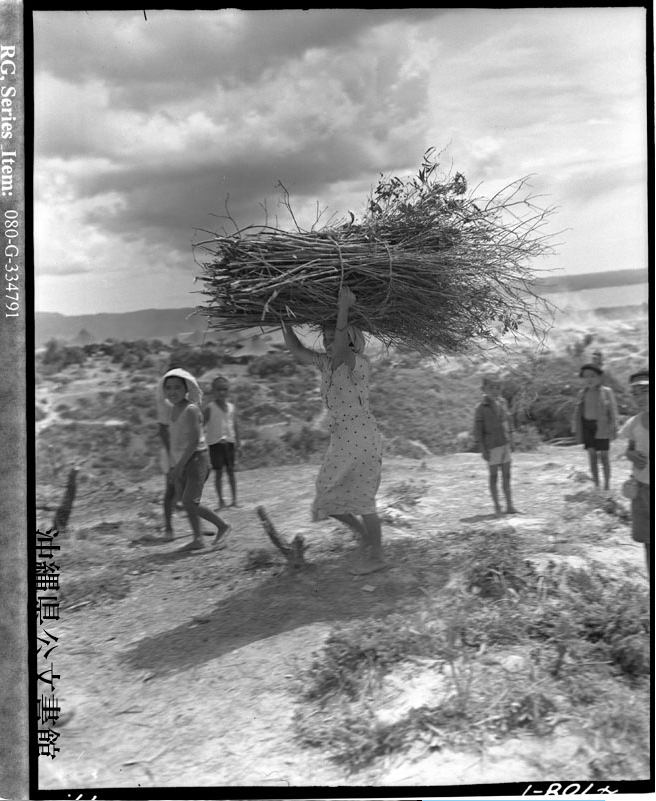
大浦崎収容所（1945年7月8日）

増大する収容者に苦慮した米軍は、収容者を次々と北西海岸の収容所に移送した。南部で米軍に集められた民間人はいったん知念半島の百名収容所などに送られ、そのまま百名収容所に収容される場合もあれば、辺野古の大浦崎収容所など北西部の収容所などに送られることもあった。移送先はさらに粗悪な状態で、多くの収容者が亡くなった。

## 百名孤児院
沖縄戦では、日本側の死者・行方不明者は188,136人で、そのうちの沖縄出身者が122,228人、その多くが民間人であった（94,000人）。沖縄戦を生きのびた住民は米軍が設置した民間人収容所に収容され、そこで粗悪な収容所運営に由来する餓死やマラリアで収容所でなくなった住民も少なくなかった。親のいない小さな子どもたちも多く、米軍はこれらの収容所に付随して孤児院を10カ所から13カ所設置した。
女子学徒隊と孤児院

激戦地南部で生き残り捕虜となった梯梧学徒隊やひめゆり学徒隊の女子学徒隊らは、まず百名収容所に送られたが、そこでも収容所の病院や孤児院で勤務することとなる。ひめゆり学徒隊は南部の激戦地で240名のうち、136名が亡くなっているが、生存者の一人である津波古ヒサは、捕虜となって百名に送られ、そこで孤児たちの世話をすることになった経緯を以下のように語っている。

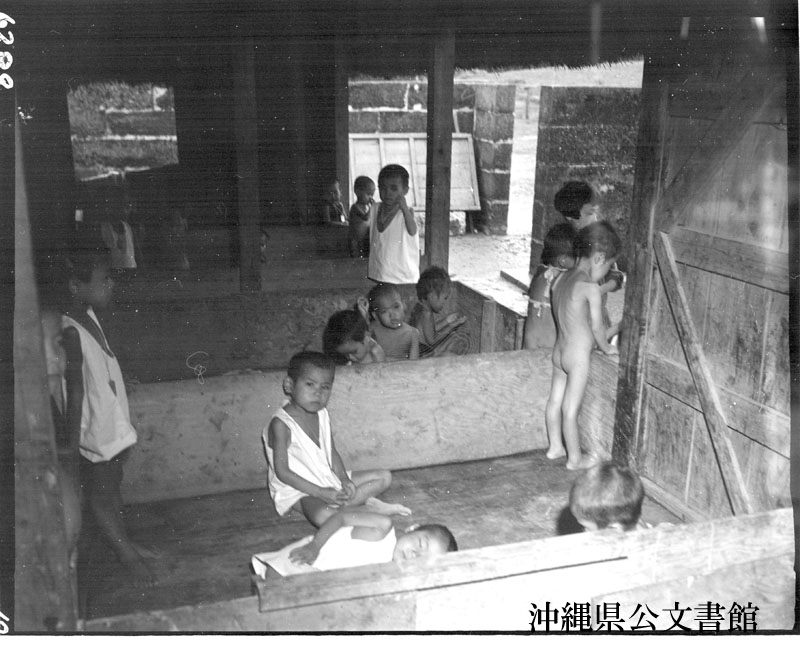
1945年8月4日の米海軍の記録は「沖縄本島コザの医務室」とあるが、マスで仕切った場所で生活する孤児たちの姿が記録されている。

南部で米兵が保護した多くの親のいない小さな子どもたちは、コザ収容所に集められ、またその世話係として、女子学徒隊の少女たちも6月末頃にコザに送られた。以下、動員されてナゲーラ壕や識名壕に派遣された元・梯梧学徒隊の生存者の証言によると、孤児院の小さな子どもたちは、服もなく小さく仕切られたマスのなかで寝起きした。それは米海軍が8月4日に撮影した「コザの医務室」の写真と一致する。
百名孤児院の記録

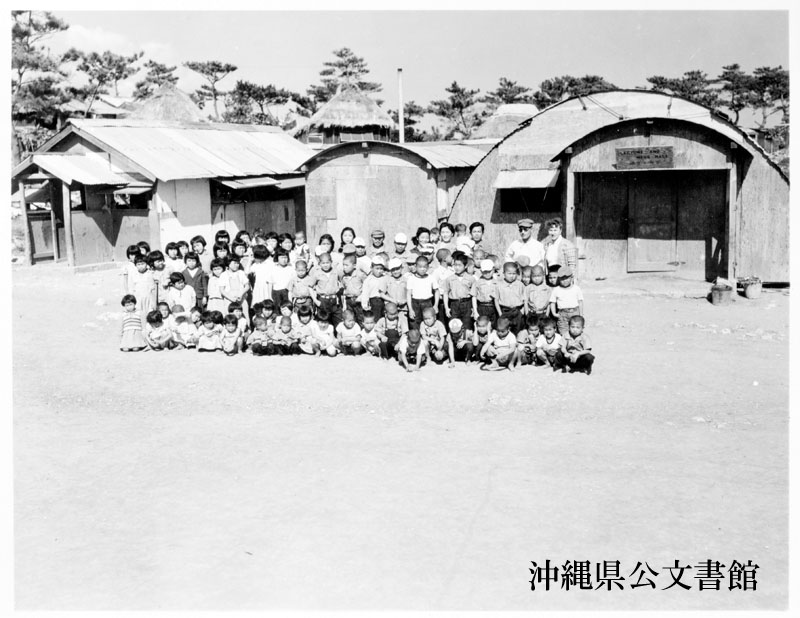
1949年3月14日に米陸軍が撮影した百名孤児院の写真。

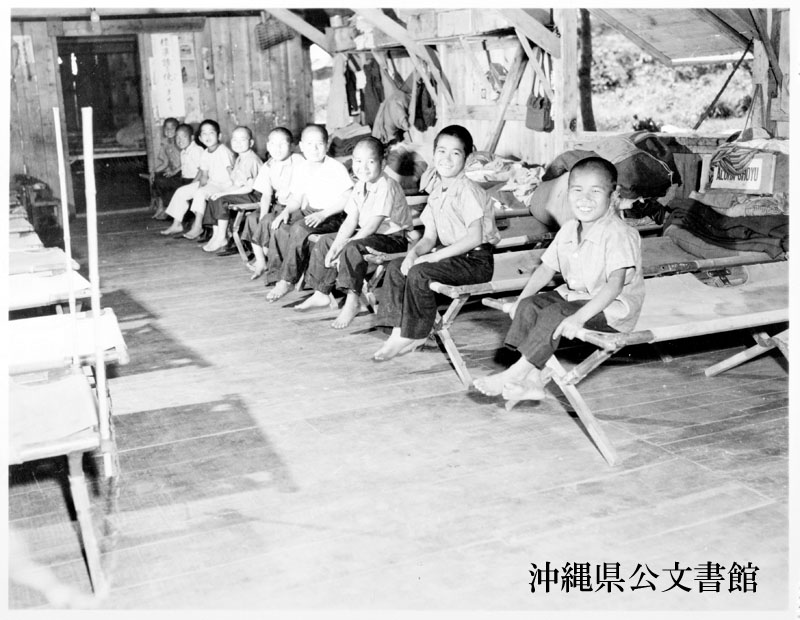
米陸軍カメラマンの撮影に笑顔でこたえる百名孤児院の子どもたち（1949年3月14日）

このように、多くの証言は各孤児院での子どもの衰弱死が相当数あったことを伝えているが、収容所とその養老院や孤児院を実際に設立管理していたはずの米軍には、その記録はほとんど見られず、いまも名簿や業務日誌などの所在は明らかにされていない。孤児院での子どもたちの衰弱死に関する統計もなく、浅井春夫は、米軍管理のもとで正確な統計が存在しないこと自体が、「囲い込み」であり、施策の怠慢（ネグレクト）を物語っていると指摘する。米軍の占領下で、沖縄で児童福祉法が制定されるのは本土に5年も遅れる1953年10月であり、沖縄の占領政策が優先されるなか、子どもの権利は大きく後回しにされてきた。
また浅井は、米軍記録の不在の中、米軍政府の下で『沖縄民政府要覧』に記載された各孤児院の「収容人数」の数と、1945年11月21日から1946年4月3日に「うるま新報」に掲載された孤児院の「身寄を求む」欄の名前の数の違いにも言及している。コザ孤児院で新聞に掲載された名前は412名だが、『要覧』には81名と記載されている。

百名孤児院は1946年『要覧』では24人とされている。うるま新報への掲載記録は書かれてはないが、しかし、1946年から1949年まで軍政府があった知念補給地区で将校のホームメイドを務め、軍政府要人と親しく接する機会の多かった上原栄子は、彼女の自伝に住宅建設予定地から見える百名孤児院の様子を記している。
収容人数が多く、コンセットの兵舎に収容できないため、いまだ三角屋根の米軍即製テントを使っている孤児院の当時の様子がうかがわれる。

## 屋比久の CIC
知念半島の屋比久には日本軍の情報を収集・翻訳するとともに民間人尋問を行う情報機関、第310敵情報隊分遣隊 CIC (310th Counter Intelligence Corps Detachment) が駐屯し、兵士か民間人か等の厳しい訊問がおこなわれ、日本人兵士・朝鮮人軍夫・防衛隊と民間人とを振り分け、前者は屋嘉捕虜収容所などに送られた。沖縄戦の作戦参謀である八原博通が民間人に扮して摩文仁から脱出した際、米軍の捕虜となり、尋問で高級参謀であることが発覚したのも、屋比久のCICであった。

## 知念市
収容所外での行動範囲は厳しく規制されていた。民間人収容所は、沖縄戦のなかで保護した民間人を管理するための施設であり、沖縄戦を生きのびた住民に衣食住と手当を提供する一方で、「基地建設工事が展開される地域から住民を隔離する役割」を担っており、住民が囲い込まれているあいだに、基地建設のための土地接収を既成事実化した。
知念半島に集められた収容者は、南部の捕虜を収容する知念半島の収容施設から、北部の収容所へ強制移動が始まり、7月11日から8月18日まで、6,330人が北西地域の収容所に送られた。それでも知念半島の人口は膨大なもので、そのため米軍は9月25日に知念市を発足させた。10月に17,914人だった人口は、知念市の統合拡大もあって1946年1月15日の人口調査では42,315人となった。
知念半島の西側には米軍基地知念補給地区が作られ、1946年10月から1949年12月まで米国軍政府が移転し、それに付随して4月24日に沖縄民政府も石川市東恩納から佐敷村新里（南城市佐敷新里）の米軍基地新里通信所へ移転したため、「知念市」はその間、米軍統治政治の中心となった。しかし、1949年に軍政府と民政府は那覇に移った後、知念市は再び知念村へと戻る。ペンタゴン・ペーパーズ・スキャンダルで、沖縄のCIA拠点が政治問題化した知念補給地区も 1974年に返還された。
| 知念半島周辺の米軍基地 | 知念半島周辺の米軍基地       | 知念半島周辺の米軍基地   | 現在の状況            |
| ---------------------- | ---------------------------- | ------------------------ | --------------------- |
| 68                     | 知念第1サイト                | 知念第1陸軍補助施設      | B表: 陸自知念分屯地   |
| 69                     | 知念第2サイト                | 知念第2陸軍補助施設      | B表: 空自知念分屯基地 |
| 70                     | 新里通信所                   | 新里通信所               | 1974年に返還          |
| 71                     | 知念補給地区（キャンプ知念） | 陸軍混成サーヴィス群地区 | 1974年に返還          |